# Gian Piero Bona

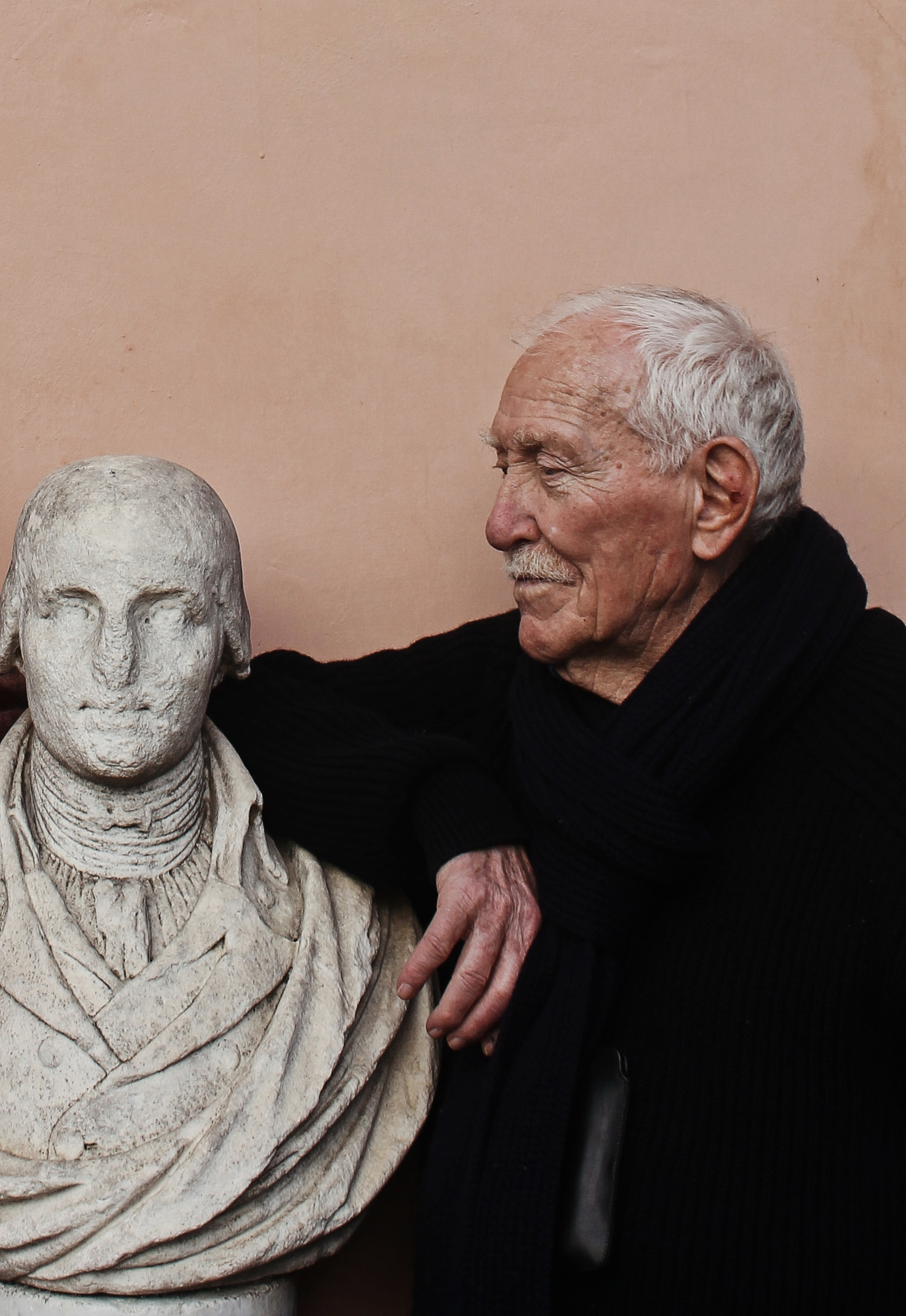
Gian Piero Bona y el busto de un antepasado suyo. Fotografía de Francesco Occhetto

Gian Piero Bona (Carignano, 8 de noviembre de 1926 - Moncalieri, 27 de octubre de 2020) fue un poeta, narrador, dramaturgo, guionista y traductor italiano.

## Biografía
Tercer hijo del futbolista y empresario Lorenzo Valerio Bona, creció en un ambiente culto. Además de sus estudios universitarios y musicales, tuvo gran interés por las filosofías orientales y viajó a Oriente Medio. Fue uno de los primeros traductores al italiano de El profeta de Yibrán Jalil Yibrán (1968).
Su primera novela, Il soldato nudo (1960), fue polémica al tratar sobre la homosexualidad en un ambiente militar, temática que también domina su siguiente obra,  I pantaloni d'oro (1969).
Fue dramaturgo y escenógrafo en emisiones televisivas. En 1956, junto a Mario Soldati empezó a rodar una película que, en palabras de Bona, estaba destinada a representar la total libertad amorosa. Se filmó en la isla de Estrómboli, pero nunca llegó a terminarse. La censura rechazó la versión provisional que le presentaron y Soldati y Bona decicieron tirar todo el material al volcán Estrómboli.
Manifestó públicamente su homosexualidad. Algunas de sus opiniones sobre el colectivo LGTB fueron muy polémicas, como su oposición al matrimonio igualitario en Italia.

## Poesía
El primer libro de poemas de Bona, I giorni delusi, se publicó en 1955. En sus versos se describen sentimientos como la soledad y la muerte dentro de la clase burguesa. Esta obra llamó la atención de Jean Cocteau, quien calificó a Bona como un poète extraordinaire. Sus siguientes libros poéticos se publicaron en importantes editoriales, como Scheiwiller, Guanda, Einaudi y Garzanti.
En sus libros Il liuto pellegrino (1960) y Eros Anteros (1962 y, ampliado, en 1965), al sentimiento de pérdida, añade a sus versos una gran carga sensual.
En 2013 ganó el Premio Dessì por el conjunto de su obra poética.

### Traducciones poéticas
Bona dio a conocer la obra de Yibrán en Italia. También tradujo a Arthur Rimbaud, lo que le hizo merecedor de varios premios: en l973 el premio Leone Traverso Opera Prima (que es uno de los galardones del Premio Monselice) y en 2000 el premio Premio Grinzane Cavour por la traducción de la obra completa del autor francés, que había publicado la Editorial Einaudi en 1992.

## Prosa
Sus novelas Il soldato nudo (1960, traducida a varias lenguas) e I pantaloni d'oro (1969) son historias crueles y melancólicas de ambiente militar. Tras escribir cuentos y novelas breves, publicó una nueva novela: Il silenzio delle cicale (1981), quizá su obra más importante, en la que recrea el ambiente decadente de la burguesía turinesa. Con ella fue uno de los finalistas del Premio Campiello en 1981).
Otras novelas suya son Le tigri, Passeggiata con il diavolo (1983) o L'amico ebreo (2016). Esta última, dedicada a su padre, fue seleccionada entre las finalistas del Premio Comisso.

## Obras

### Poesía
- I giorni delusi, Arnoldo Mondadori Editore, Milán, 1955
- Olimpiadi '56, Scheiwiller, Milán, 1958
- Il liuto pellegrino, Scheiwiller, Milán, 1960
- Eros Anteros, Scheiwiller, Milán, 1962 (2ª edición ampliada: 1965)
- Alchimie della vita, Scheiwiller, Milán, 1972
- La vergogna, Guanda, Milán, 1978
- Rapsodia di un soldato, Edizioni dei Dioscuri, Sora, 1980
- Sonetti maestosi e sentimentali, con tres cartas de Jean Cocteau, Sandro Penna y Camillo Sbarbaro, Scheiwiller, Milán, 1983
- Agli dei, Garzanti, Milán, 1987
- Gli ospiti nascosti, Einaudi, 1989
- Le muse incollate, Scheiwiller, Milán, 1999
- L'ultimo mare. Poema coraggioso e fortemente commosso, Turín, Aragno 2003
- Canzonette priapee, ES, Milán, 2005
- Serenate per l'angelo, Passigli, Florencia, 2012
- Le lontananze,  Aragno, Turín, 2015
- La volontà del vento, Mondadori, Milán, 2018

### Traducciones de poesía
- Il profeta (El profeta), de Yibrán Jalil Yibrán, Guanda, Parma 1968
- Poesie, de Arthur Rimbaud, Einaudi, Torino 1973,
- Traduzioni mediterranee, Edizioni dei Dioscuri, Sora 1988
- I fiori del male (Las flores del mal), de Charles Baudelaire, Baldini Castoldi Dalai, Milán 2005
- Gli amori gialli (Los amores amarillos), de Tristan Corbière, Scheiwiller, Milán, 2008

### Prosa
- Il soldato nudo, Lerici, Milán, 1960 (2ª edición: Longanesi, Milán, 1972)
- Il piccolo caos (racconti), Lerici, Milán, 1963
- I pantaloni d'oro, Feltrinelli, Milano 1969
- Le dimore inquiete (tres novelas breves), Rizzoli, Milán, 1975
- Il silenzio delle cicale, Garzanti, Milán, 1981
- Passeggiata con il diavolo, Garzanti, Milán, 1983
- Le tigri, Garzanti, Milán, 1983
- L'apprendista del sole, Rusconi, Milán, 1989
- La stregata, Einaudi, 1992
- L'industriale dodecafonico. Il '900 di Alberto Bruno Tedeschi (biografía),  Marsilio Editori, Venecia, 2003
- La cabriolet berlinese, Aragno, Turín, 2003
- E-mail dagli oceani. Cabina n.° 3076, Edizioni Empiria, Roma, 2004
- Dialoghi sublimi, Moretti & Vitali, Bérgamo, 2013
- L'amico ebreo, Ponte alle Grazie, Milán, 2016

### Libros sobre magia
- Magia sperimentale. Manuale pratico, Edizioni Mediterranee, Roma, 1977. Traducción al español: Magia experimental, manual práctico. Traducción: S. Zabala Cahue. Bilbao: Fher, 1978
- Il libro delle divinazioni, Vallardi, Milán, 1984

### Teatro
- Le tigri, Garzanti, 1983

### Guiones
- La monaca di Monza, telefilm sobre sor Virginia María de Leyva, 1965
- Michele Strogoff, telefilm sobre la novela Miguel Strogoff de Julio Verne, 1966
- Odissea, teleserie sobre la Odisea de Homero, 1966
- Leonardo, teleserie sobre Leonardo da Vinci, 1967